# Common Development and Distribution License
Common Development and Distribution License (CDDL) è una licenza open source sviluppata da Sun Microsystems. La licenza è basata sulla Mozilla Public License, versione 1.1. La CDDL è stata sottoposta per l'approvazione alla Open Source Initiative il 1º dicembre 2004, e riconosciuta come licenza open source nel gennaio del 2005.
Come la MPL, si tratta di una licenza debolmente copyleft: richiede infatti che solo il codice originale modificato sia distribuito con lo stesso tipo di licenza, non l'intera opera che usa quel codice.
È incompatibile con la GNU GPL e con la GNU LGPL, come avviene normalmente per le licenze copyleft che non siano pensate esplicitamente per esserlo.
Dopo aver acquisito SUN, Oracle ha rilasciato una nuova versione (1.1) della licenza, aggiungendo una clausola riguardante i brevetti.